# Neil Chaudhuri
Neil Chaudhuri is een golfprofessional uit Leicestershire.

## Loopbaan
Als amateur was hij lid van de Leicestershire Golf Club. Hij was lid van het nationale team en heeft daarmee enkele internationale toernooien gespeeld. Hij had handicap +3.3 en werd door de English Golf Union naar Peru gezonden voor het Internationaal Amateur Teamkampioenschap. In 2006 verloor hij de finale van Joost Luiten bij het Spaans Amateur op El Saler en won hij The Duncan Putter, maar moest de eer delen met Bjørn Åkesson. In 2007 won hij het Tsjechisch Amateurkampioenschap.Chaudhuri werd in 2009 professional en begon op de Alps Tour. In juni werd hij 3de bij de Peugeot Loewe Tour Laukariz op de Club de Campo Laukariz. In 2011 speelde hij op de PGA EuroPro Tour. Op de Tourschool 2014 haalde hij zijn Final Stage, zodat hij in 2015 op de Europese Challenge Tour mag spelen.

## Baanrecord
- 2002: Leicestershire Golf Club, Engeland, ronde van 64 (-6)
- 2005: Royal St David’s Golf Club, Harlech, Wales, met een ronde van 65 (-4)

## Gewonnen
Nationaal
- 2006: The Duncan Putter

Internationaal
- 2005: Peruaans Amateurkampioenschap (individueel)
- 2007: Tsjechisch Amateurkampioenschap